# Лосинівська волость
Лосинівська волость — історична адміністративно-територіальна одиниця Ніжинського повіту Чернігівської губернії з центром у містечку Лосинівка.
Станом на 1885 рік складалася з 8 поселень, 7 сільських громад. Населення — 5912 осіб (2820 чоловічої статі та 3092 — жіночої), 1080 дворових господарства.
|                     | Площа, десятин | У тому числі орної, дес. |
| ------------------- | -------------- | ------------------------ |
| Сільських громад    | 6268           | 5564                     |
| Приватної власності | 1953           | 1496                     |
| Іншої власності     | —              | —                        |
| Загалом             | 8221           | 7060                     |

Основні поселення волості:
- Лосинівка — колишнє державне містечко за 25 верст від повітового міста, 4630 осіб, 817 дворів,  православна церква, школа, 2 постоялих будинки, 3 лавки, 2 щорічних ярмарки.

1899 року у волості налічувалось 8 сільських громад, населення зросло до 9489 осіб (4817 чоловічої статі та 4672 — жіночої).